# Línea 3 bis del Metro de París
La línea 3 bis es una de las dos líneas menores de la red metropolitana de París que une las estaciones de Gambetta y Porte des Lilas. Hasta 1971 formaba parte de la línea 3, pero al ampliarse ésta de Gambetta a Galliéni, el tramo Gambetta – Porte des Lilas se independizó formando esta nueva línea, la más corta de la red de metro parisina.
En planes de ampliación recientes (2013–2020), se prevé su fusión con la línea 7 bis creando la línea 20, aprovechando un antiguo túnel entre Porte des Lilas y Pré Saint-Gervais y ampliando la 7 bis hasta Château Landon al oeste.
El servicio se presta con unidades MF67 de tres coches dada la baja afluencia de la línea.

## Trazado y estaciones
La línea 3bis tiene las siguientes estaciones:
|  |   |  | estaciones      | municipio           | correspondencia |
|  | - |  | --------------- | ------------------- | --------------- |
|  | o |  | Gambetta        | XX París            |                 |
|  | o |  | Pelleport       | XX París            |                 |
|  | o |  | Saint-Fargeau   | XX París            |                 |
|  | o |  | Porte des Lilas | XIX París, XX París |                 |

### Talleres y cocheras
Al igual que los trenes de la línea 3, se mantienen en las cocheras de Saint-Fargeau.

### Enlaces con otras líneas
- Con la línea 7bis: a la salida de Porte des Lilas en la vía dirección Gambetta en talón. Se trata de dos vías que estaban destinadas a unir la explotación de las líneas 3 y 7. En sentido 3bis > 7bis la vía desemboca en Pré Saint-Gervais sirvió hasta la víspera de la Segunda Guerra Mundial como lanzadera en servicio comercial (línea N) y después como vía de pruebas para el primer tren sobre neumáticos (MP51). En el otro sentido, la vía llamada «de las fiestas» viene desde la estación Place des Fêtes y da servicio a una estación fantasma jamás abierta cuyos accesos no se construyeron, Haxo. Las dos vías tienen una estación propia con andenes en Porte des Lilas (llamada Porte des Lilas - Cinéma) que se utiliza para rodar películas.
- Con la línea 3: al norte de Gambetta en la vía dirección Porte des Lilas en talón por el antiguo itinerario de los trenes Pont de Levallois – Bécon <> Porte des Lilas.

- Datos: Q50742
- Multimedia: Paris Métro Line 3bis / Q50742